# Кресент (Вісконсин)
Кресент (англ. Crescent) — місто (англ. town) в США, в окрузі Онейда штату Вісконсин. Населення — 1984 особи (2020).

## Демографія
Згідно з переписом 2010 року, у місті мешкали 2033 особи в 857 домогосподарствах у складі 617 родин. Було 1252 помешкання
Расовий склад населення:
| - 96,7 % — білих - 1,1 % — азіатів - 0,5 % — корінних американців - 0,2 % — чорних або афроамериканців |

До двох чи більше рас належало 1,5 %. Частка іспаномовних становила 0,6 % від усіх жителів.
За віковим діапазоном населення розподілялося таким чином: 18,6 % — особи молодші 18 років, 63,1 % — особи у віці 18—64 років, 18,3 % — особи у віці 65 років та старші. Медіана віку мешканця становила 48,0 року. На 100 осіб жіночої статі у місті припадало 100,7 чоловіків;  на 100 жінок у віці від 18 років та старших — 105,1 чоловіків також старших 18 років.
Середній дохід на одне домашнє господарство  становив 80 726 доларів США (медіана — 64 485), а середній дохід на одну сім'ю — 99 059 доларів (медіана — 82 697). Медіана доходів становила 53 920 доларів для чоловіків та 41 898 доларів для жінок. За межею бідності перебувало 9,2 % осіб, у тому числі 7,8 % дітей у віці до 18 років та 7,3 % осіб у віці 65 років та старших.
Цивільне працевлаштоване населення становило 1069 осіб. Основні галузі зайнятості: освіта, охорона здоров'я та соціальна допомога — 24,9 %, роздрібна торгівля — 14,2 %, виробництво — 11,2 %, фінанси, страхування та нерухомість — 9,9 %.